# Julius Stief
Julius Stief (* 24. Dezember 1827 in Grönenbach; † 16. Mai 1896 in Nürnberg) war ein deutscher Verleger und Politiker.
Stief studierte zunächst Pharmazie. 1856 nahm er eine Stelle als Buchhalter in der Kunstanstalt und Kupferstecherschule von Carl Mayer in Nürnberg an. Dort erhielt das Bürgerrecht und eine Konzession zum Betrieb eines Buch- und Kunsthandels mit Verlagsrecht.
Ab 1869 gehörte Stief dem Gemeindekollegium der Stadt Nürnberg an und war später auch dessen erster Vorstand. Von 1875 bis 1879 war er für die Bayerische Fortschrittspartei im Wahlkreis Nürnberg Mitglied der Kammer der Abgeordneten. Aus geschäftlichen Gründen ersuchte er am 12. Oktober 1879 um die Aufgabe seines Mandats, dem am 16. Oktober 1879 stattgegeben wurde.
Er bekam 1889 den Titel eines Kommerzienrates verliehen und wurde 1894 zum Ehrenbürger der Stadt Nürnberg ernannt.